# Nancy Langat

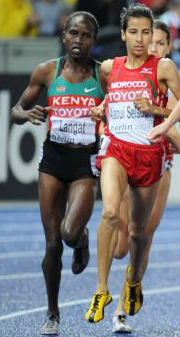

Nancy Jebet Langat (Eldoret, Kenia, 22 de agosto de 1981) es una atleta keniana especialista en carreras de media distancia que se proclamó campeona olímpica de 1500 metros en los Juegos de Pekín 2008 con una marca de 4:00.23

## Marcas personales
- 800 metros - 2:01.26 (Linz, 8 de agosto de 2000)
- 1.500 metros - 4:00.23 (Pekín, 23 de agosto de 2008)